# 치타슬로

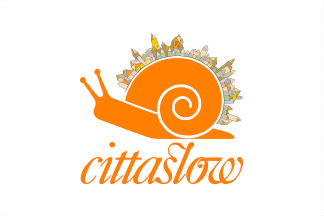
치타슬로 로고

치따슬로(Cittaslow)는 1999년 이탈리아에서 시작된 도시 운동으로, '느리게 살자'라는 뜻을 담고 있다. 1986년 패스트 푸드에 반대해 전 세계로 확산된 슬로 푸드 운동이 모태가 되었다. 대한민국에는 이탈리아어인 치따슬로 보다 영어인 슬로시티(Slowcity)로 잘 알려져 있다.
단어는 전통보존, 지역민 중심, 생태주의 등 이른바 ‘느림의 철학’을 바탕으로 지속가능한 발전을 추구하는 도시를 뜻한다. 본부는 이탈리아 오르비에토(Orvieto)에 있으며, 2023년 3월 기준으로 세계 33개국, 287개 도시가 지정되었다. 대한민국에도 지부인 한국슬로시티본부가 있는데, 국내 후보지 추천, 가입 절차 업무, 가입 후 관리 및 연구 용역 서비스 제공 역할을 수행한다.  대한민국에는 신안군, 완도군, 담양군, 하동군, 예산군, 전주시, 상주시, 청송군, 영월군, 제천시, 태안군, 영양군, 김해시, 서천군, 목포시, 춘천시, 장흥군 총 17개의 슬로시티가 있다.

## 같이 보기
- 한국슬로시티본부